# 源有資
源 有資 （みなもと の ありすけ）は、鎌倉時代中期の公卿。宇多源氏。従二位・源時賢の長男。官位は正二位・権中納言。郢曲の名手で、後深草天皇らの師範を務め、その美声から鈴虫中納言と呼ばれた。

## 経歴
源時賢の長男。土御門朝の元久3年（1206年）叙爵、嘉禎4年（1238年）従三位・非参議に任ぜられ、公卿に列する。のち建長6年（1254年）正二位、文永5年（1268年）権中納言に昇進。文永9年（1272年）7月11日出家、同月20日薨去、享年69。

## 官歴
『公卿補任』による
- 元久3年（1206年） 正月6日：叙爵（従五位下）
- 建保4年（1216年） 12月14日：侍従
- 承久元年（1219年） 正月5日：従五位上
- 承久2年（1220年） 正月22日：阿波権介。4月6日：右近衛少将
- 承久3年（1221年） 11月16日：正五位下
- 貞応2年（1223年） 正月6日：従四位下。2月1日：左近衛少将
- 元仁元年（1224年）正月27日：丹波権介
- 安貞元年（1227年） 正月5日：従四位上
- 寛喜2年（1230年） 正月5日：正四位下。正月24日：越中介。10月25日：左近衛中将
- 嘉禎4年（1238年） 2月27日：右兵衛督
- 暦仁元年（1238年） 3月7日：従三位、非参議、右兵衛督如元
- 暦仁2年（1239年） 正月28日：正三位
- 宝治2年（1248年） 正月23日：従二位
- 宝治3年（1249年） 12月24日：参議
- 建長2年（1250年） 正月13日：兼備前権守
- 建長6年（1254年） 9月6日：正二位
- 文永5年（1268年） 正月29日：権中納言。11月9日：按察使
- 文永9年（1272年） 7月11日：出家。7月20日：薨去、享年69

## 系譜
- 父：源時賢[2]
- 母：不詳
- 妻：家女房[3]
  - 男子：綾小路信有 - 綾小路家祖[4]
- 生母不明の子女
  - 男子：源政仲[3]
  - 男子：源有経[3]
  - 女子：藤原公直室[2]
  - 女子：近衛公斉室[3]
- 養子
  - 男子：庭田経資 - 藤原公直の子、有資の外孫[2]